# 高雄機務段
高雄機務段（英語：Kaohsiung Rolling Stock Branch， Taiwan Railways Administration， MOTC.）是臺灣鐵路公司（原臺灣鐵路管理局，略稱臺鐵或臺鐵局）的機務段，位於屏東縣潮州鎮的臺鐵潮州車輛基地，臺鐵南部地區車輛整備維修基地，負責柴電及電力動力車輛以及無動力客車車輛保養與維修、列車駕駛訓練及行車運轉調度之任務。轄下單位有新左營機務分段與枋寮機務分駐所。
本段原位於高雄市三民區高雄車站東側，縱貫線主運轉線南側，與負責非動力客車、貨車檢查維修的高雄檢車段（位於機務段東北側，正線北側）相隔不遠。因高雄市區鐵路地下化計畫，本段連同高雄檢車段於2015年10月15日搬遷至潮州車輛基地，新基地面積34.7公頃，建築物共34棟，軌道配置52股道。

## 概要
日治時代打狗停車場（後打狗驛、高雄驛）於1900年3月興建，1900年11月29日通車，因為和當時高雄港有段距離，造成輪船以及鐵路間轉乘不便，1908年選在南邊近港口處興建了第二代站房，後於1935年第三度搬遷到至今現址。當時的高雄機務段僅為高雄驛旁的附設維修基地，隨著車站而移動，高雄驛的站房位置確認不再搬遷之後，1938年左右於機關區設置了一座8股的扇形車庫。
在第二次世界大戰期間，日本政府將高雄規劃為南進基地，高雄都市計畫新進規劃在今日高雄車站現址動工興建「高雄新驛」。1941年6月20日，新驛啟用，新建機關區位於車站東側，另建一座六股的小型扇形車庫，而原高雄驛則改稱高雄港驛。戰後，新驛東側機關區組織編制細分為高雄機務段及高雄檢車段，位於主正線南側，負責柴電、電力之動力車保養、維修，列車駕駛訓練及行車運轉之任務，高雄港站旁則編為高雄港檢車分段。

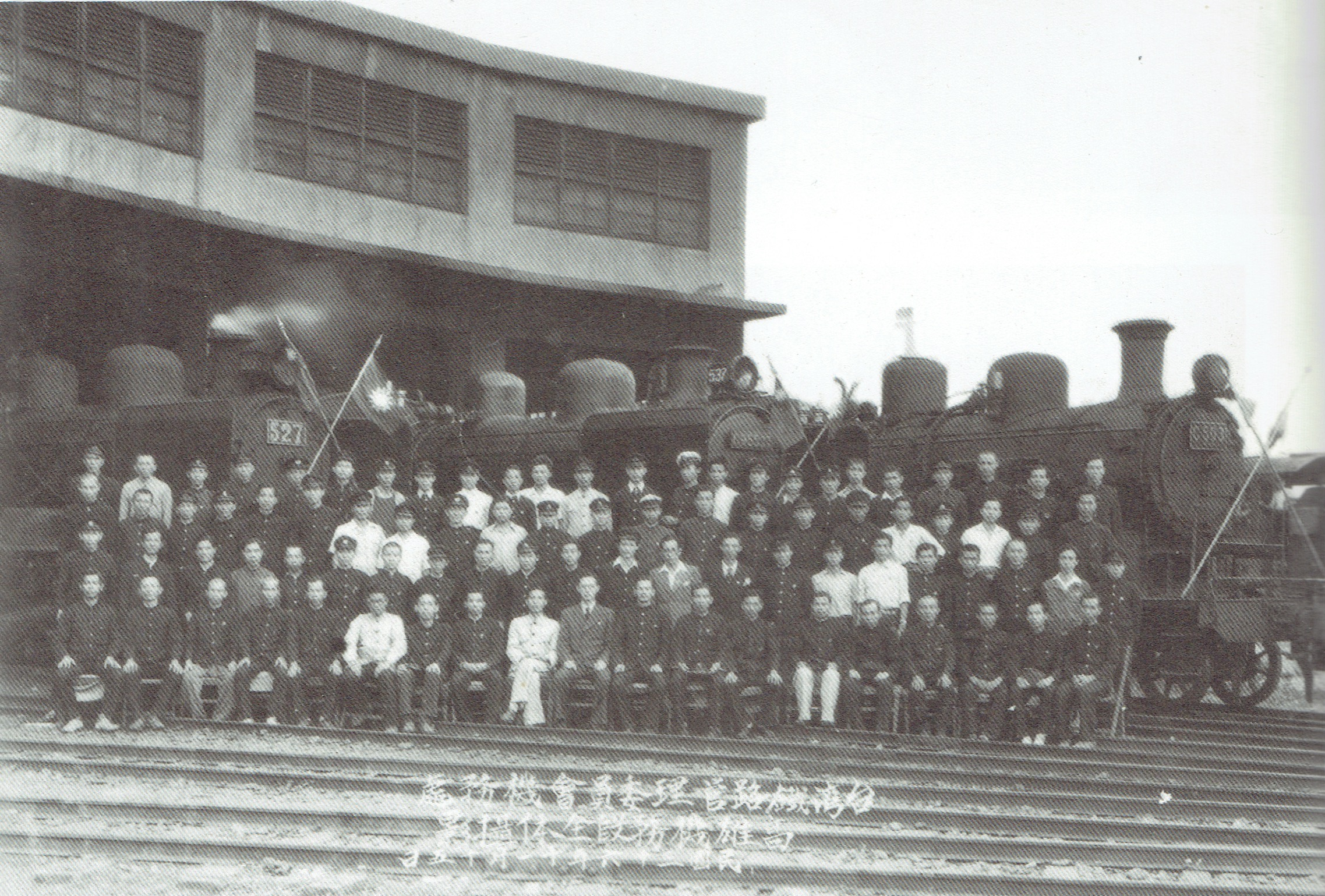
1947年11月15日，臺灣鐵路管理委員會機務處高雄機務段全體於扇形車庫前合影

因應高雄鐵路地下化，腹地廣大具備調車以及維修車輛功能的機務段和檢車段同時必須搬遷。2015年10月14日，機務段前廣場舉辦「懷舊迎新」茶會，在高雄區完成最後一輛車的一級檢修，以及GE機車、PP機車歡送儀式，最後升弓鳴笛開往潮州。
2015年10月15日，潮州車輛基地依工程進度分區開放，2022年6月18日正式全區啟用。

## 配置車輛
配屬的動力車輛有台鐵E200－E400型電力機車、台鐵EMU3000型電聯車、台鐵EMU500型電聯車、台鐵柴電機車S200型及DHL100型，無動力客車車廂為推拉式自強號、莒光號列車、藍皮解憂號等。
詳細車輛型號請參閱維基學院。